# Cantonul Romans-sur-Isère-2
Cantonul Romans-sur-Isère-2 este un canton din arondismentul Valence, departamentul Drôme, regiunea Rhône-Alpes, Franța.

## Comune
| Comune                                                      | Populație (1999) | Cod poștal | Cod INSEE |
| ----------------------------------------------------------- | ---------------- | ---------- | --------- |
| Romans-sur-Isère (chef-lieu du canton), fraction de commune | 11 915           | 26100      | 26281     |
| Le Chalon                                                   | 218              | 26350      | 26068     |
| Châtillon-Saint-Jean                                        | 1 221            | 26750      | 26087     |
| Crépol                                                      | 526              | 26350      | 26107     |
| Génissieux                                                  | 1 981            | 26750      | 26139     |
| Miribel                                                     | 274              | 26350      | 26184     |
| Montmiral                                                   | 621              | 26750      | 26207     |
| Parnans                                                     | 681              | 26750      | 26225     |
| Saint-Bonnet-de-Valclérieux                                 | 218              | 26350      | 26297     |
| Saint-Laurent-d'Onay                                        | 144              | 26350      | 26310     |
| Saint-Michel-sur-Savasse                                    | 536              | 26750      | 26319     |
| Saint-Paul-lès-Romans                                       | 1 793            | 26750      | 26323     |
| Triors                                                      | 609              | 26750      | 26355     |